# 董云鹏
董云鹏 (1967年10月—)，中华人民共和国教育部长江学者特聘教授，西北大学地质学系教授，主要从事构造地质学研究。

## 社会兼职
- 中国地质学会区域地质与成矿专专业委员会第八届副主任
- 中国地质学会构造地质与地球动力学专业委员会委员